# Mbu
Mbu (ou Mbu Bakundu) est un village du Cameroun situé dans le département de la Meme et la Région du Sud-Ouest. Il fait partie de la commune de Konye.

## Population
En 1953 on y a dénombré 628 habitants, puis 724 en 1968, principalement des Bakundu, du groupe Oroko.
Lors du recensement de 2005, la localité comptait 1 477 personnes.